# (16781) Renčín
(16781) Renčín ist ein Asteroid des Hauptgürtels, der am 12. Dezember 1996 von den tschechischen Astronomen Miloš Tichý und Zdeněk Moravec am Kleť-Observatorium (IAU-Code 046) in der Nähe der Stadt Český Krumlov in Südböhmen entdeckt wurde.
Der Asteroid gehört zur Themis-Familie, einer Gruppe von Asteroiden, die nach (24) Themis benannt wurde.
Der Himmelskörper wurde am 9. März 2001 nach dem tschechischen Humoristen und Cartoonisten Vladimír Renčín (* 1941) benannt.